# Johann Adolf von Loe zu Wissen (Domherr, um 1719)
Johann Adolf von Loe zu Wissen (* um 1719; † 25. Juni 1786) war Domherr in Münster und Lüttich.

## Leben
Johann Adolf von Loe zu Wissen war der Sohn des Johann Adolf von Loe zu Wissen (1687–1743) und dessen Gemahlin Maria Anna Catharina von Wachtendonk zu Germenseel, Tochter des Hermann Adrian von Wachtendonk. Sein Bruder Franz Karl (1720–1795) war Domherr in Münster und Jülicher Landeshofmeister. Seine Schwester Maria Anna Catharina Ludowica war mit Carl Franz von Nesselrode verheiratet. Sie waren die Eltern des Karl Franz von Nesselrode. Johann Adolf war der Onkel des Domherrn Johann Adolf.
Durch den Verzicht seines Bruders Franz Karl kam Johann Adolf im Jahre 1747 in den Besitz eines Domkanonikats in Münster und wurde im selben Jahr aufgeschworen. Der Kurfürst Clemens August ernannte ihn im Jahre 1760 zum Domküster in Münster. In Lüttich wurde er am 14. April 1763 Domherr. Auf seine Münstersche Präbende verzichtete er im Jahre 1780 zugunsten seines Neffen Johann Adolf. Er erlitt im Jahre 1785 einen Schlaganfall und starb am 25. Juni 1786 auf dem Familienstammsitz in Wissen.